# Лъжливи плъхове
Лъжливи плъхове (Octodontidae, Осемзъби, Осмозъби) е малко семейството гризачи, ограничени в югозападната част на Южна Америка. Семейството е представено от тринадесет вида. Името на семейството идва от формата, която добиват зъбите при износване, която прилича на осмица.
Лъжливите плъхове са средно големи по размер с дължина на тялото от 12 до 20 cm и тегло 300 грама. Опашката е с дължина от 4 до 18 cm. Те имат дълга, копринена козина която обикновено е кафява на цвят, и често избледнява към долната част на тялото. Главата е голяма със заострен нос и закръглени уши.
Повечето от видовете са нощни и социални, живеят в колонии. Растителноядни са и се хранят с грудки, луковици и кактуси. Всички копаят отлично земята като изграждат система от тунели. Раждат по два пъти годишно от 2 до 5 малки.
Представителите на това семейство обитават южазападния ъгъл на Южна Америка от Перу и Боливия на север до Аржентина и Чили на юг. Местообитанията им включват различни типове среди от морското равнище до около 3500 метра надморска височина.

## Клакификация
Род Aconaemys Ameghino, 1891
- Aconaemys fuscus (Waterhouse, 1842) – Чилийски скален плъх
- Aconaemys porteri (Thomas, 1917)
- Aconaemys sagei (Pearson, 1984)

Род Octodon Bennett, 1832
- Octodon bridgesi (Waterhouse, 1844)
- Octodon degus (Molina, 1782) – Дегу
- Octodon lunatus (Osgood, 1943)
- Octodon pacificus (Hutterer, 1994)

Род Octodontomys Palmer, 1903.
- Octodontomys gliroides (Gervais & D'Orbigny, 1844)

Род Octomys Thomas, 1920.
- Octomys mimax (Thomas, 1920)

Род Pipanacoctomys Mares et al., 2000.
- Pipanacoctomys aureus (Mares et al., 2000)

Род Salinoctomys Mares et al., 2000.
- Salinoctomys loschalchalerosorum (Mares et al., 2000)

Род Spalacopus Wagler, 1832.
- Spalacopus cyanus (Molina, 1782) – Коруро

Род Tympanoctomys Yepes, 1942.
- Tympanoctomys barrerae (Lawrence, 1941)
- Tympanoctomys kirchnerorum (Teta, Pardiñas, Sauthier & Gallardo, 2014)